# 別司峠
別司峠（べっしとうげ）は、福井県丹生郡越前町厨と同町道口を隔てる峠である。

## 概要
以前は四ヶ浦町と城崎村の峠として機能していたが、1955年（昭和30年）に合併し旧越前町が誕生してからは、ほとんど日の目を見ることのなくなった峠である。特に平成の大合併後は山深い位置にあることもあり、忘れられた峠となりかけていたが、越前西部林道2号線がこの峠を越えるルートをとることになり再び日の目を見た峠である。

## 道路状況
車両での通行が可能な峠である。急カーブや急勾配な箇所はあるが、ガードレールやカーブミラーが設置されている。この峠のある道は林道だが、アスファルトで舗装された1.5車線程の道幅が確保された道路を有している。南から越えた場合、峠を境に福井平野を見渡すことが出来るので、林道を走破するものにとっては一つのポイントのような場所となっている。
2006年9月に別司トンネルが竣工しているため、林道別司峠線を通過したい場合は、峠を通らずに通り抜けが可能。

## 隣接する峠
- 花立峠